# Корытное (Хмельницкая область)
Корытное (укр. Коритне) — село в Белогорском районе Хмельницкой области Украины.
Население по переписи 2001 года составляло 413 человек. Почтовый индекс — 30217. Телефонный код — 3841. Занимает площадь 0,175 км². Код КОАТУУ — 6820384701.

## Местный совет
30217, Хмельницкая обл., Белогорский р-н, с. Корытное, ул. Центральная, 3